# Шипенко Олексій Павлович
Олексій Павлович Шипенко (Шипенко Алексей Павлович род.  3 жовтня 1961, Севастополь, СРСР) — російський драматург.

## Коротка біографія
Закінчив у 1983 році школу-студію МХАТ (курс В. К. Монюкова). З 1983 по 1985 рр. працював у Таллинському російському драматичному театрі. 
У 1984-86 рр. був учасником групи Андрія Пастернака «Театр» (другий вокаліст, автор текстів пісень і сюжетних ліній).
Автор понад 40 п'єс. Тато режисера Клима Шипенка.
З 1992 року живе у Німеччині.
Автор п'єс «Смерть Ван Халена», «Верона», «Трупою живучи», «Лавочкін-п'ять у повітрі» («Ла-фюнф ін дер люфт»), «Натуральне господарство в Шамбалу» (1999) і др.

## Дискографія
Номерні альбоми з групою Театр
1. 1984 — Концерт у метро
2. 1985 — Тата немає дома
3. 1986 — Театр доктора Спока